# CAR (España)
CAR España es una revista mensual de automóviles de altas prestaciones que nació en el año 2007 y está dirigida por Emilio Olivares. Se distribuye a nivel nacional.
Contiene 130 páginas y su precio actual es de 3 euros.
Página web oficial: www.revistacar.es

## Historia
CAR España, nacida en el año 2007, es la edición en castellano de CAR Inglaterra, una de las revistas más prestigiosas de motor en Reino Unido. Nació del entusiasmo de un equipo de periodistas soñadores deseosos de compartir sus opiniones con un público fiel y servicial. De un país a otro se comparte material, fotografía, gráficos, reportajes y mucha información.

## Secciones
- CAR NEWS: Esta sección está dedicada a las últimas noticias y novedades relacionadas con el sector del automóvil. Pueden ir desde un nuevo modelo hasta el nombramiento de algún cargo importante dentro del sector.
- REPORTAJES: En esta sección se incluye la historia de algún personaje representativo del mundo del motor (pilotos, diseñadores, ingenieros, coleccionistas, etc.), comparativas y pruebas.
- BLOG CAR:  Esta parte de la revista está dedicada a los modelos nuevos que el equipo de CAR ha probado en las presentaciones a lo largo del mes que se está editando.
- CAR&STYLE: CAR siempre incluye dos páginas de estilo de vida: relojes, condones, alguna curiosidad que se sale de lo habitual y el “My Car”, un guiño a todos los aficionados que quieren enseñar, tanto al equipo de CAR como a sus lectores, su coche con todas sus curiosidades.
- AUTOGUÍA: Listado de precios y características de todos los coches disponibles en el mercado.
- MAIL CAR: Los lectores pueden mandar sus sugerencias y dudas al equipo de CAR.

## Especiales
CAR en ocasiones homenajea a alguna marca con motivo de su aniversario, algún modelo, o simplemente quiere mostrar cuales son los mejores coches del mundo con números especiales CARBOOK.
Así como suplentes especiales de Estilo de Vida CARMEN, donde se dan cita lo último en complementos asociados al mundo del motor.

## Equipo
- Director: Emilio Olivares Camps.
- Redactor Jefe: Daniel Íñigo.
- Jefe de Información: Guillermo Rodríguez Lahoz.
- Redacción: Bianca Agreda, Pablo Alvarado, Eduardo Cano, María Buide, Macarena López y Juan Ruiz de los Paños.
- Director de arte: Juan Miguel González.
- Jefe de Maquetación: Víctor Manzano.
- Colaboradores: Orlando Ríos, Alex Adalid, Alberto Solís y Jaime Marsá.
- Fotografía: Oscar Polanco, Fernando Herranz, Ana Verano y JJ. O. Camps.
- Directora Comercial: Monica Gonzalez Lopez

'* Gerencia y Finanzas: ''''Inmaculada Sánchez , Alma Garcia.